# 전기분석법
전기분석법 또는 전기 분석 방법(Electroanalytical methods)은 분석 물질을 포함하는 전기 화학 전지에서 전위(볼트) 및 전류(암페어)를 측정하여 분석 물질을 연구하는 분석 화학 기술의 한 종류이다. 이러한 방법은 제어되는 셀의 측면과 측정되는 측면에 따라 여러 범주로 나눌 수 있다. 네 가지 주요 범주는 전위차법(potentiometry, 전위 전위의 차이를 측정함), 전류법(amperometry, 전류가 분석 신호임), 전량분석(coulometry, 특정 시간 동안 통과한 전하를 기록함) 및 전압전류법(voltammetry, 셀의 전류를 능동적으로 변경하면서 측정함)이 있다.

## 관련 문헌
- Wang, Joseph C. (2000). 《Analytical electrochemistry》. Chichester: John Wiley & Sons. ISBN 978-0-471-28272-3.
- Hubert H. Girault (2004). 《Analytical and physical electrochemistry》. [Lausanne: EPFL. ISBN 978-0-8247-5357-3.
- Ozomwna, Kenneth I., 편집. (2007). 《Recent Advances in Analytical Electrochemistry 2007》. Transworld Research Network. ISBN 978-81-7895-274-1.
- Dahmen, E. A. M. F. (1986). 《Electroanalysis: theory and applications in aqueous and non-aqueous media and in automated chemical control》. Amsterdam: Elsevier. ISBN 978-0-444-42534-8.
- Bond, A. Curtis (1980). 《Modern polarographic methods in analytical chemistry》. New York: M. Dekker. ISBN 978-0-8247-6849-2.